# Forrest City
Forrest City är en stad (city) i St. Francis County, i delstaten Arkansas, USA. Enligt United States Census Bureau har staden en folkmängd på 15 237 invånare (2011) och en landarea på 42,2 km². Forrest City är huvudort i Saint Francis County.